# Eumerus hypopygialis
Eumerus hypopygialis är en tvåvingeart som beskrevs av Doesburg 1966. Eumerus hypopygialis ingår i släktet månblomflugor, och familjen blomflugor. Inga underarter finns listade i Catalogue of Life.